# BayernAtlas
Der BayernAtlas ist ein im Internet kostenlos zur Verfügung gestellter, digitaler Atlas des Freistaates Bayern, der von der Allgemeinheit verwendet werden kann. Er ist mit zahlreichen Funktionen ausgestattet und erlaubt unter anderem das Speichern von bestimmten Daten und Bearbeitungen für eigene Zwecke.

## Geschichte
Der BayernAtlas ist ein seit 2012 bestehendes Angebot des bayerischen Landesamtes für Digitalisierung, Breitband und Vermessung (bis 31. Dezember 2013 Landesamt für Vermessung und Geoinformation) und wird als Infrastrukturleistung im Rahmen dessen öffentlichen Aufgaben bereitgestellt. Er löste am 14. September des Jahres den seit 2004 bestehenden BayernViewer ab. Dabei stellte auch das Bayerische Landesamt für Denkmalpflege auf Basis des BayernViewer die vorläufige Denkmalliste zur Verfügung. Noch im selben Jahr wurde dem Online-Atlas als Auszeichnung der eGovernment-Löwe der Bayerischen Staatsregierung verliehen.
Am 6. März 2013 wurde der BayernAtlas iframe freigeschaltet, mit dem das Kartenwerk in eigene Websites eingebunden werden kann. Im August 2014 wurde der Bayerische Denkmalatlas eingeführt und seit April 2017 gibt es eine sog. Zeitreise-Funktion, die es ermöglicht, historische Karten zu betrachten. Im November 2022 wurde vom Landesamt für Digitalisierung, Breitband und Vermessung ein zusätzlicher Dienst vorgestellt, der das Angebot des BayernAtlas ergänzt. In der „Luftbildrecherchestation“ können online die Luftbildaufnahmen Bayerns seit 1941 kostenlos abgerufen werden. Dies beinhaltet auch die Luftbilder, die seit der Einführung des Bayernatlas dort abrufbar waren, aber zwischenzeitlich durch neuere Aufnahmen ersetzt wurden. Der Dienst startete mit 800.000 digitalisierten historischen Luftbildern und den digitalen Aufnahmen der jährlichen „Bayernbefliegung“. Weitere 600.000 historische Luftbilder sollen schrittweise digitalisiert werden.
Weitere Informationen werden sukzessive eingearbeitet. Derzeit (Stand: Juni 2023) werden Angaben zu den verschiedenen Standorten der bayerischen Staatsverwaltung, die sich im Zuge der Dezentralisierung des Verwaltungsapparats ergeben, nach und nach eingebunden.

## Nutzung und Angebot
Jeder Internetnutzer hat das Recht, den BayernAtlas im Rahmen der Nutzungsbedingungen zu privaten sowie internen geschäftlichen Zwecken in Anspruch zu nehmen oder auf eigenen Internetseiten auf ihn zu verlinken. Die Nutzung sowie die Verlinkung sind kostenfrei. Der BayernAtlas kann auf dem PC mittels eines üblichen Desktop-Browsers sowie mit Smartphones und Tablets benutzt werden. Die Software basiert auf dem Open-Source-Projekt mf-geoadmin3 der Swisstopo.
Das frei zugängliche Angebot ist im Menüpunkt Thema in verschiedene inhaltliche Rubriken zusammengefasst. Neben der Darstellung amtlicher Geobasisdaten und spezielleren Angaben zu Einrichtungen des Landes Bayern gibt es die Möglichkeit, Messungen durchzuführen, auf der Karte zu zeichnen oder für Fußgeher/Wanderer und Radfahrer ein Routing zu erstellen. Vorgenommene Bearbeitungen können gespeichert und/oder auf andere Webseiten mittels Links eingebunden werden. In einem separaten Menü kann die Kartenanzeige aus einer Reihe verschiedener Kartentypen (Webkarten, topografische Karte u. a.) ausgewählt werden. Das historische Kartenmaterial befindet sich im Themenmenü (betitelt als Zeitreise), zeigt Karten von 1834 bis 2008 und erlaubt unter anderem den Zugriff auf Karten der Bayerischen Uraufnahme 1808–1864. Zur Darstellung des Gebiets von Bayern gehört auch die Anzeige von aktuellen Orthofotos.
Neben dem frei nutzbaren Angebot gibt es auch kostenpflichtige Dienste, die im Themenmenü unter BayernAtlas plus zur Verfügung gestellt werden.

Beispiele kostenfreier Geodaten (OpenData)
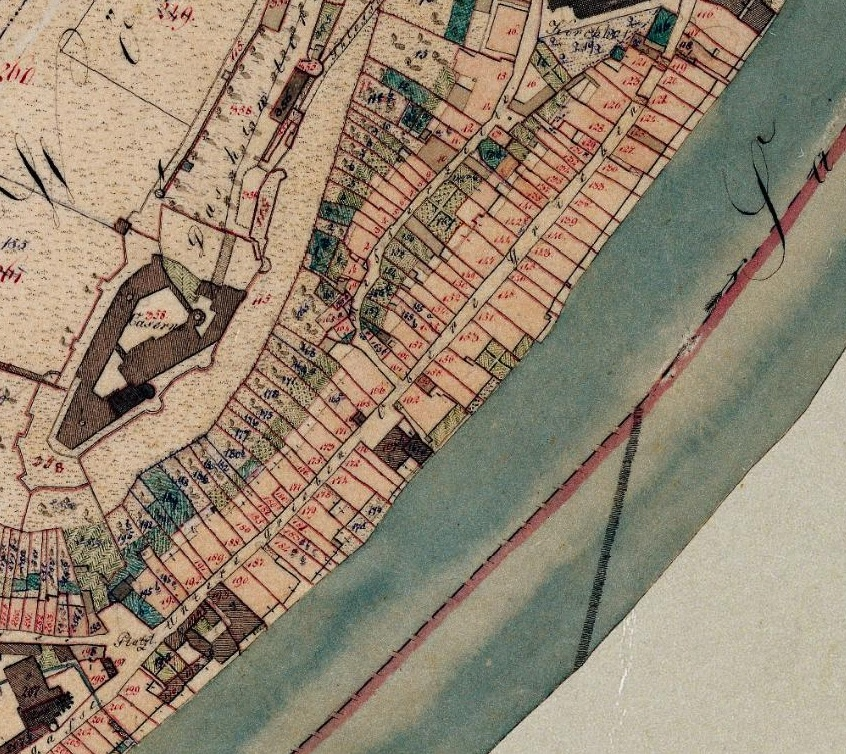
Historische Flurkarte aus dem 19. Jahrhundert
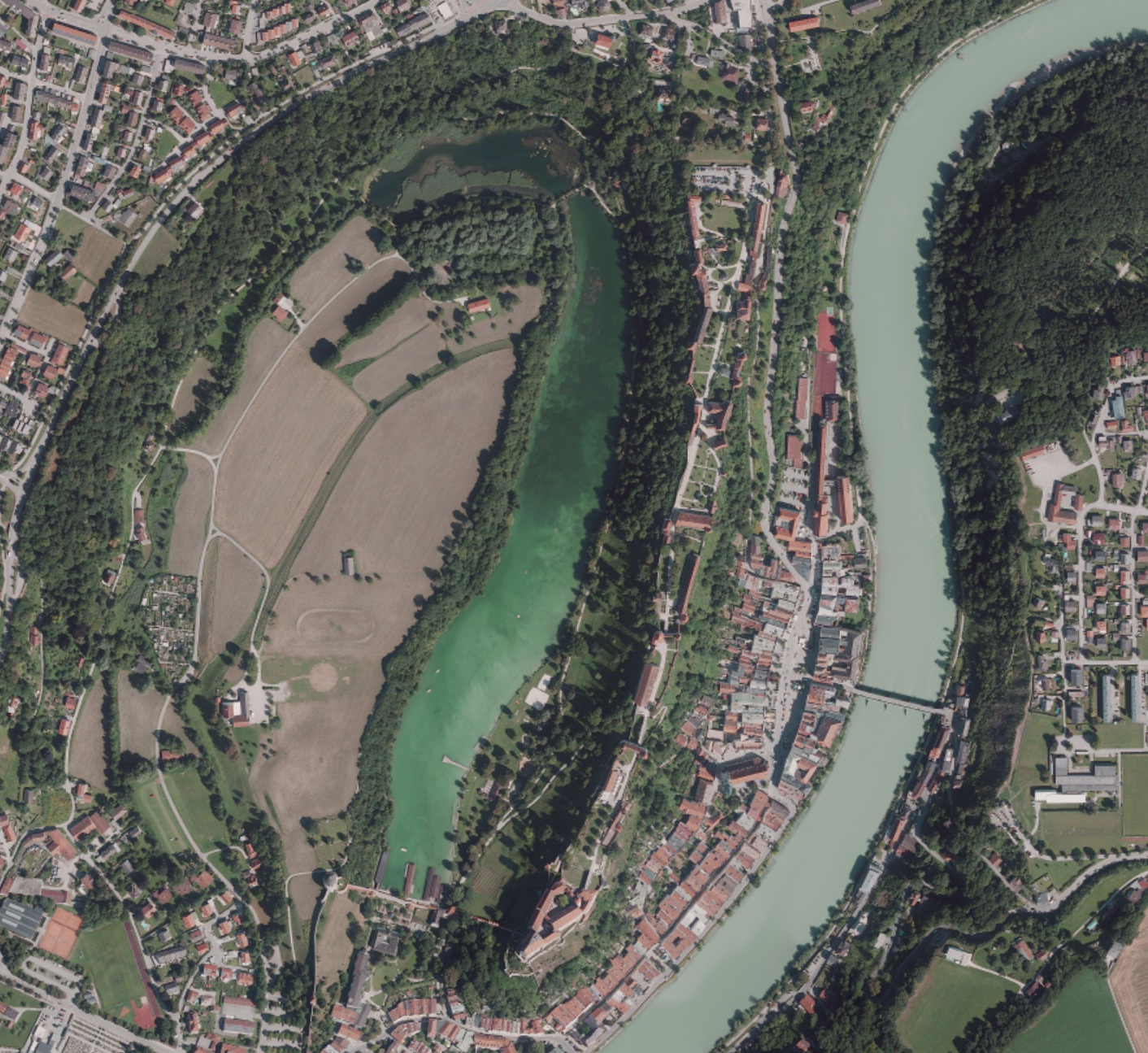
Orthofoto
- 3D-Laserdaten (LiDAR)
- Karte mit 3D-Gebäudemodellen
Digitale Ortskarte 1:10.000